# Kendall Simmons
Kendall Alex Simmons (født 11. marts 1979) er en tidligere amerikansk fodbold-spiller fra USA, der spillede for de professionelle NFL-hold Pittsburgh Steelers, New England Patriots og Buffalo Bills. Han spillede positionen offensive guard.